# Olimpiu Stavrat
Olimpiu Stavrat, alternativ Olimp Stavrat, (în rusă Олимпиу Ставрат) (n. 30 mai 1888, Mihăileni, jud. Dorohoi 
- d. 20 martie 1968, București) a fost un general român, care a luptat în cel de-al Doilea Război Mondial.
Generalul Maior Olimpiu Stavrat a fost comandantul Diviziei 7 infanterie Roman - în această calitate a participat la acțiunile militare de eliberare a părții de nord a Bucovinei, a nord-estului Basarabiei (22.06 - 26.07.1941) și la operațiunea militară Odessa (01.08 - 16.10.1941). A fost numit Guvernator General al Basarabiei și a îndeplinit ordinul lui Mihai Antonescu de exterminare a populatiei evreiești din satele și orașele  Moldovei în luna iulie 1941, pe traseul Dornești, Ciudei, Storojineț, Ropcea, Iordanești, Pătrăuți, Panca, Broscăuți, Stănești, Jadova Veche, Costești, Hlinita, Budineț, Cireș, Herța, Vinița, Vijnita, Noua Suliță, Hotin, Edineț, Bălți, Briceni, Lipscani, Fălești, Mărculești, Florești, Gura-Kamenca, Gura Căinari, Lincăuți, Soroca, Cetatea Albă.
Avansat General de Brigadă.
- 1940-1942 - comandantul Diviziei 7 infanterie Roman. A fost decorat la 7 noiembrie 1941 cu Ordinul Militar „Mihai Viteazul”, cl. III-a „pentru bravura și destoinicia cu care și-a comandat Divizia în bătălia din jurul Odesei”.
- 1942-1943 - comandant al Corpului 1 Teritorial.
- în perioada 1943 - 22 august 1944 - guvernator militar al Basarabiei, a condus „Operațiunea 1111” de jefuire și campania „pămîntului pustiit”.
- 1944-1945 comandant al Comandamentului General al Etapelor.
A fost trecut din cadrul disponibil în poziția de rezervă, din oficiu, pentru limită de vârstă la 12 iunie 1947.
Arestat la 11 septembrie 1948. Acuzația dispunea de informații sigure despre crimele săvîrșite sub comanda lui de soldații și ofițerii diviziei a 7-a de infanterie la începutul războiului în nordul Bucovinei și în Moldova.
Condamnat inițial la închisoare pe viață, a fost închis la închisoarea Văcărești. Olimpiu Stavrat a fost grațiat și pus în libertate la 3 decembrie 1955. A decedat în 1968 în vîrstă de 80 de ani.

## Decorații
- Ordinul „Coroana României” în gradul de Comandor (8 iunie 1940)[6]
- Ordinul Militar „Mihai Viteazul”, cl. III-a (7 noiembrie 1941)[2]